# 신문연파
신문연파(중국어 간체자: 新闻联播, 정체자: 新聞聯播, 병음: Xīnwén liánbō 신원롄보[*])는 중국의 중국중앙전시대(CCTV)에서 매일 저녁 7시 (중국 시간)에 방송하는 종합 뉴스 프로그램이다. 중국 지린 성 옌볜 TV가 번역한 조선어판은 '국내외 뉴스'라고 부른다.

## 개요
- 프로그램 제목의 ' 신문(新闻)'은 뉴스를, ' 연파(联播)'는 동시방송을 의미한다.
- 홍콩계 위성TV를 제외한 중국의 거의 모든 방송국이 오후 7시 메인 뉴스 시간대에 자체 뉴스 대신 신문연파를 받아 송출하고 있다.
  - 소수민족 집단거주지역의 지역방송은 중국 표준어인 보통화 구사가 어려운 주민을 위해 오후 7시 신문연파 정규 방송을 내보낸 뒤 다시 지역 민족언어로 더빙해 재방송하기도 한다.
- 1978년 1월 1일에 개시하여, 1996년 1월 1일 녹화방송에서 생방송으로 전환하였다.

## 출연자
- 현재 남성 5명, 여성 5명인 앵커가 남녀 1명씩 조를 이뤄 날마다 바뀌어 출연한다.

### 현재 출연자

#### 남성
- 캉후이 (康辉) (2007년 12월 ~)
- 궈즈젠(郭志坚) (2007년 12월 ~)
- 강챵 (刚强) (2017년 1월~)
- 얀유신（严於信） (2020년 9월 23일~)
- 판 타오（潘涛）(2020년 9월 10일~)

#### 여성
- 하이샤(海霞) (2007년 12월 ~)
- 리쯔멍 (李梓萌) (2007년 12월 ~)
- 어우양샤단(欧阳夏丹) (2011년 9월~)
- 정리（郑丽）（2020년 9월 24일~）
- 바오샤오펑（宝晓峰）（2020년 9월 12일~）

### 이전의 출연자
- 루오 징 (罗京, 남성 ; 1983년 ~ 2009년 6월) - 현재 사망
- 싱즈빈 (邢质斌, 여성 ; 1981년 7월 ~ 2009년 6월 )
- 장홍민 (张宏民 ; 1982년~ 2014년 5월)
- 왕닝 (王宁 ; 1989년~ 2017년 3월)
- 리루이잉 (李瑞英 ; 1986년 ~ 2014년 3월)
- 리슈핑 (李修平 ; 1989년 ~ 2015년 3월)
- 랑융춘 (郎永淳 ; 2011년 9월 ~ 2015년 9월)
- 허홍메이（贺红梅 ; 1992년 ~ 1998년）

## 제공시보
- 콤파스
- 오량액
- 귀주마오타이

## 참고 사항
- 1988년부터 음악 주제곡으로 쓰인다.
- 2002년부터 여는 영상은 한번도 교체 하지 않고, 2020년 7월 18일에 디지털 리마스터링 규격으로 오늘날까지 쓰고 있다.

## 한국에서의 시청방법
- 스카이라이프채널 177번 CCTV 4를 통해서 시청할 수 있다.
- CCTV에서 전달하는 인터넷중계를 통해서도 시청할 수 있다.